# 1836 az irodalomban
Az 1836. év az irodalomban.

## Események
- Kisfaludy Károly halála (1830) után a munkái kiadására és emléke ápolására szerveződött baráti körből Pesten megalakul az irodalom fejlődését célul kitűző Kisfaludy Társaság.

## Megjelent új művek

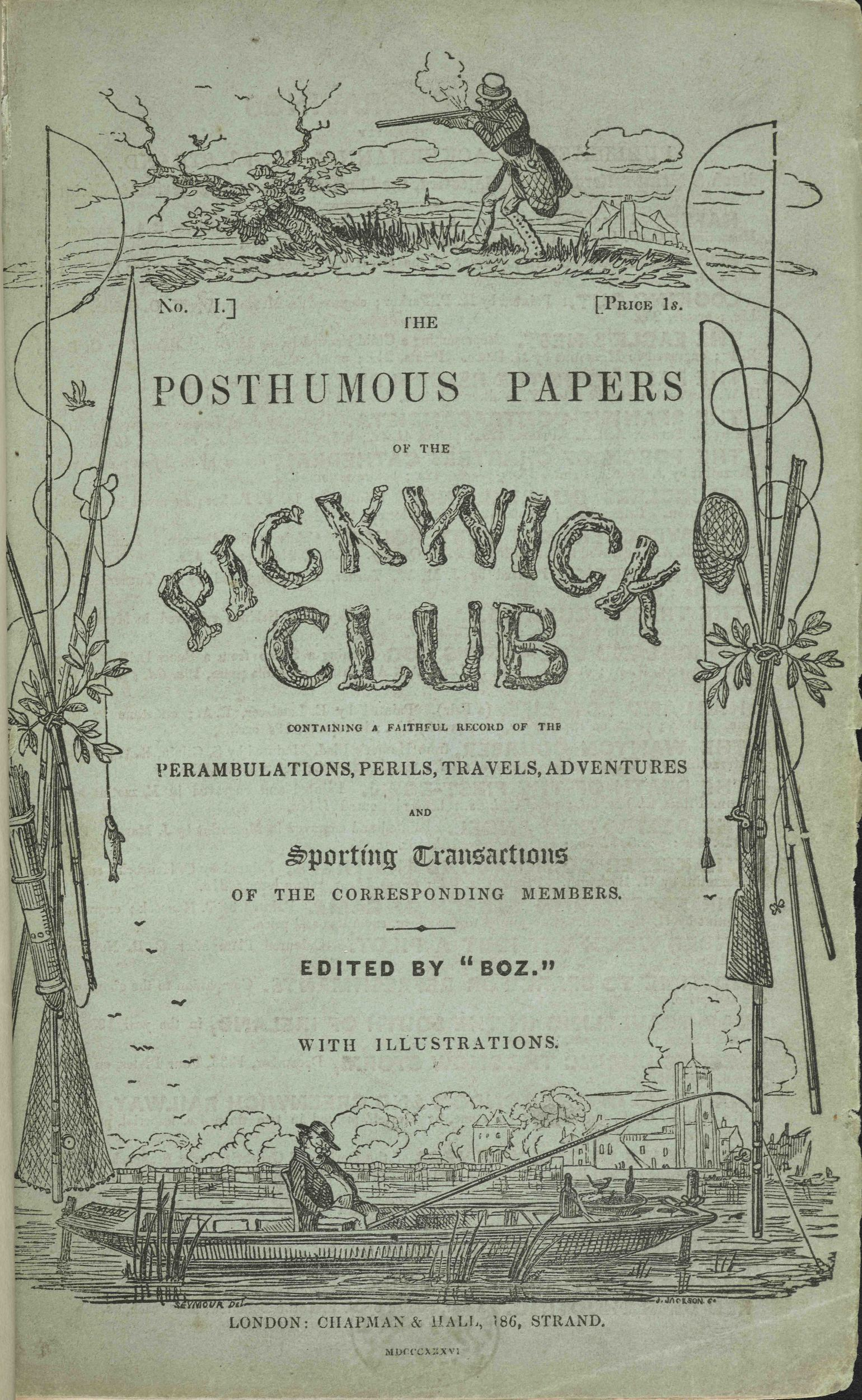
A Pickwick Klub

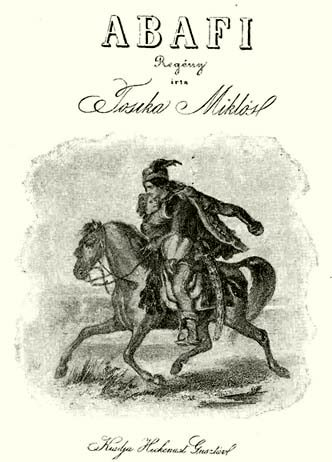
Az Abafi címlapja

- Honoré de Balzac: A völgy lilioma (Le Lys dans la vallée)
- Alfred de Musset francia szerző egyetlen regénye: La confession d'un enfant du siècle (A század gyermekének vallomása)
- Heinrich Heine irodalomtörténeti tanulmánya: Die romantische Schule (A romantikus iskola)
- Johann Peter Eckermann: Gespräche mit Goethe in den letzten Jahren seines Lebens (Beszélgetések Goethével életének utolsó éveiben), két kötet (a harmadik kötet 1848-ban jelenik meg)
- Megjelenik folytatásokban Charles Dickens első regénye, A Pickwick Klub (The Posthumous Papers of the Pickwick Club vagy The Pickwick Papers)
- Nyikolaj Gogol elbeszélése: Az orr (Нос)
- Puskin kisregénye, A kapitány lánya (Капитанская дочка) kevéssel a költő halála előtt, 1836 végétől jelenik meg folytatásokban

### Költészet
- Alphonse de Lamartine francia költő verses regénye: Jocelyn
- France Prešeren romantikus elbeszélő költeménye: Krst pri Savici (Keresztelő a Szávánál)
- Karel Hynek Mácha cseh romantikus költő nagy költeménye: Máj (Május)

### Dráma

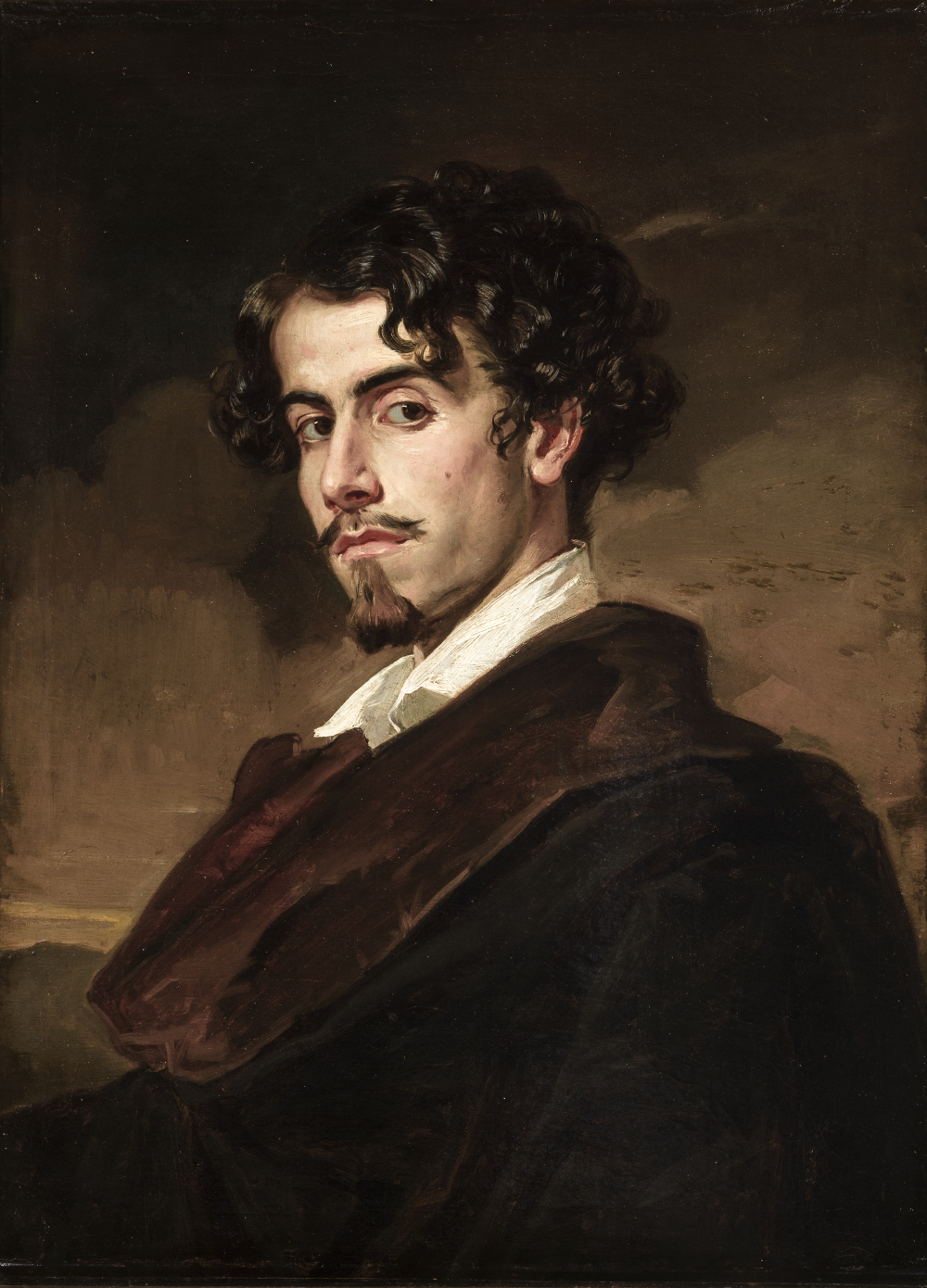
Gustavo Adolfo Bécquer

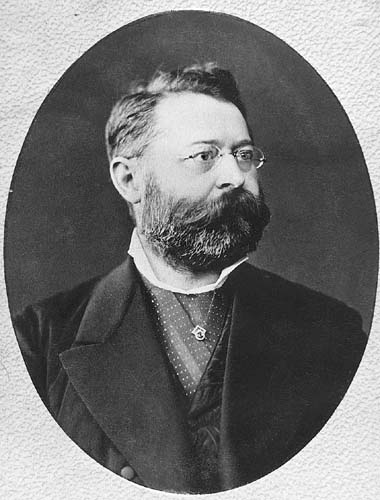
Paulay Ede

- Gogol vígjátéka: A revizor (Ревизор). Kevéssel a bemutató (április 19.) után nyomtatásban is megjelenik

### Magyar nyelven
- Jósika Miklós közreadja a magyar történelmi regény úttörő művét, az Abafit
- Megjelenik Gaal József „történeti román”-ja, a Szirmay Ilona (két kötet)
- Bajza József tanulmánya: Dramaturgiai és logikai leckék, magyar színházbírálók számára

## Születések
- január 7. – Ormodi Bertalan, az első nevesebb magyar zsidó költő († 1869)
- február 17. – Gustavo Adolfo Bécquer spanyol költő, író, drámaíró († 1870)
- március 12. – Paulay Ede rendező, dramaturg, fordító, a budapesti Nemzeti Színház főigazgatója († 1894)
- március 31. – Ágai Adolf humorista, lapszerkesztő († 1916)

## Halálozások
- február 24. – Berzsenyi Dániel magyar költő (* 1776)
- június 26. – Claude Joseph Rouget de Lisle francia katonatiszt, költő; Franciaország himnusza, a La Marseillaise szerzője (* 1760)
- szeptember 5. – Ferdinand Raimund osztrák színész, színházi rendező és színműíró (* 790)
- szeptember 12. – Christian Dietrich Grabbe német drámaíró (* 1801)
- november 6. – Karel Hynek Mácha cseh romantikus költő (* 1810)